# Pejar Dam
Pejar Dam är en dammbyggnad i Australien. Den ligger i kommunen Upper Lachlan Shire och delstaten New South Wales, i den sydöstra delen av landet, omkring 170 kilometer sydväst om delstatshuvudstaden Sydney.
Trakten runt Pejar Dam är nära nog obefolkad, med mindre än två invånare per kvadratkilometer.. Närmaste större samhälle är Crookwell, omkring 16 kilometer nordväst om Pejar Dam. 
Trakten runt Pejar Dam består i huvudsak av gräsmarker. Genomsnittlig årsnederbörd är 1 025 millimeter. Den regnigaste månaden är februari, med i genomsnitt 186 mm nederbörd, och den torraste är juli, med 43 mm nederbörd.